# Anàlisi de sang
L'anàlisi de sang és una de les proves mèdiques més utilitzada i de major importància en la pràctica clínica. Consisteix a extreure una quantitat de sang que s'extreu generalment d'una vena del braç (mitjançant una agulla hipodèrmica) o del dit (amb una punxada, quan se'n precisa poca quantitat de sang). Aquesta sang després és transportada al laboratori per analitzar-la i determinar la composició. Aquesta prova proporciona al metge una informació excel·lent sobre possibles anomalies orgàniques.

## Extracció
Els flebotomistes, els bioquímics diagnòstics, els químics bacteriòlegs/parasitòlegs (QBP), els químics farmacèutics biòlegs (QFB), tècnics en laboratori clínic, metges interns de pregrau i els infermers, estan a càrrec de l'extracció de la sang del pacient. No obstant això, en circumstàncies especials i situacions d'emergència, els paramèdics i els metges a vegades extreuen la sang. També, els terapeutes respiratoris són entrenats per extreure la sang arterial per a la gasometria arterial, tot u que això és un cas rar.